# Kleber-Express
| Kleber-Express bei Himmelreich (2003) |        |                         |                         |
| Fahrtweg des Kleber-Express |        |                         |                         |
| Streckenlänge: | 379 km |                         |                         |
| |        |                         |                         |
| Verlauf |        |                         |                         |
| \| \| 0 \| München Hbf \| München Hbf \| \| \| 7 \| München-Pasing \| München-Pasing \| \| \| 42 \| Geltendorf \| Geltendorf \| \| \| 56 \| Kaufering \| Kaufering \| \| \| 68 \| Buchloe \| Buchloe \| \| \| 76 \| Türkheim (Bay) Bf \| Türkheim (Bay) Bf \| \| \| 87 \| Mindelheim \| Mindelheim \| \| \| 93 \| Stetten (Schwab) \| Stetten (Schwab) \| \| \| 100 \| Sontheim (Schwab) \| Sontheim (Schwab) \| \| \| 114 \| Memmingen \| Memmingen \| \| \| 122 \| Tannheim (Württ) \| Tannheim (Württ) \| \| \| 129 \| Marstetten-Aitrach \| Marstetten-Aitrach \| \| \| 136 \| Aichstetten \| Aichstetten \| \| \| 146 \| Leutkirch \| Leutkirch \| \| \| 157 \| Kißlegg \| Kißlegg \| \| \| 164 \| Wolfegg \| Wolfegg \| \| \| 177 \| Bad Waldsee \| Bad Waldsee \| \| \| 187 \| Aulendorf \| Aulendorf \| \| \| 206 \| Bad Saulgau \| Bad Saulgau \| \| \| 213 \| Herbertingen Ort \| Herbertingen Ort \| \| \| 215 \| Herbertingen \| Herbertingen \| \| \| 221 \| Mengen \| Mengen \| \| \| 232 \| Sigmaringen \| Sigmaringen \| \| \| 256 \| Beuron \| Beuron \| \| \| 274 \| Tuttlingen \| Tuttlingen \| \| \| 284 \| Immendingen \| Immendingen \| \| \| 291 \| Geisingen \| Geisingen \| \| \| 303 \| Donaueschingen \| Donaueschingen \| \| \| 305 \| Hüfingen \| Hüfingen \| \| \| 313 \| Döggingen \| Döggingen \| \| \| 327 \| Löffingen \| Löffingen \| \| \| 332 \| Rötenbach (Baden) \| Rötenbach (Baden) \| \| \| 343 \| Neustadt (Schwarzw) \| Neustadt (Schwarzw) \| \| \| 348 \| Titisee \| Titisee \| \| \| 352 \| Hinterzarten \| Hinterzarten \| \| \| 364 \| Himmelreich \| Himmelreich \| \| \| 367 \| Kirchzarten \| Kirchzarten \| \| \| 372 \| Freiburg-Littenweiler \| Freiburg-Littenweiler \| \| \| 375 \| Freiburg-Wiehre \| Freiburg-Wiehre \| \| \| 379 \| Freiburg (Breisgau) Hbf \| Freiburg (Breisgau) Hbf \| |        |                         |                         |
| Kopfbahnhof Streckenanfang (Strecke außer Betrieb) | 0      | München Hbf             | München Hbf             |
| Bahnhof (Strecke außer Betrieb) | 7      | München-Pasing          | München-Pasing          |
| Bahnhof (Strecke außer Betrieb) | 42     | Geltendorf              | Geltendorf              |
| Bahnhof (Strecke außer Betrieb) | 56     | Kaufering               | Kaufering               |
| Bahnhof (Strecke außer Betrieb) | 68     | Buchloe                 | Buchloe                 |
| Bahnhof (Strecke außer Betrieb) | 76     | Türkheim (Bay) Bf       | Türkheim (Bay) Bf       |
| Bahnhof (Strecke außer Betrieb) | 87     | Mindelheim              | Mindelheim              |
| Bahnhof (Strecke außer Betrieb) | 93     | Stetten (Schwab)        | Stetten (Schwab)        |
| Bahnhof (Strecke außer Betrieb) | 100    | Sontheim (Schwab)       | Sontheim (Schwab)       |
| Bahnhof (Strecke außer Betrieb) | 114    | Memmingen               | Memmingen               |
| Bahnhof (Strecke außer Betrieb) | 122    | Tannheim (Württ)        | Tannheim (Württ)        |
| Bahnhof (Strecke außer Betrieb) | 129    | Marstetten-Aitrach      | Marstetten-Aitrach      |
| Bahnhof (Strecke außer Betrieb) | 136    | Aichstetten             | Aichstetten             |
| Bahnhof (Strecke außer Betrieb) | 146    | Leutkirch               | Leutkirch               |
| Bahnhof (Strecke außer Betrieb) | 157    | Kißlegg                 | Kißlegg                 |
| Bahnhof (Strecke außer Betrieb) | 164    | Wolfegg                 | Wolfegg                 |
| Bahnhof (Strecke außer Betrieb) | 177    | Bad Waldsee             | Bad Waldsee             |
| Bahnhof (Strecke außer Betrieb) | 187    | Aulendorf               | Aulendorf               |
| Bahnhof (Strecke außer Betrieb) | 206    | Bad Saulgau             | Bad Saulgau             |
| Haltepunkt / Haltestelle (Strecke außer Betrieb) | 213    | Herbertingen Ort        | Herbertingen Ort        |
| Bahnhof (Strecke außer Betrieb) | 215    | Herbertingen            | Herbertingen            |
| Bahnhof (Strecke außer Betrieb) | 221    | Mengen                  | Mengen                  |
| Bahnhof (Strecke außer Betrieb) | 232    | Sigmaringen             | Sigmaringen             |
| Bahnhof (Strecke außer Betrieb) | 256    | Beuron                  | Beuron                  |
| Bahnhof (Strecke außer Betrieb) | 274    | Tuttlingen              | Tuttlingen              |
| Bahnhof (Strecke außer Betrieb) | 284    | Immendingen             | Immendingen             |
| Bahnhof (Strecke außer Betrieb) | 291    | Geisingen               | Geisingen               |
| Bahnhof (Strecke außer Betrieb) | 303    | Donaueschingen          | Donaueschingen          |
| Haltepunkt / Haltestelle (Strecke außer Betrieb) | 305    | Hüfingen                | Hüfingen                |
| Bahnhof (Strecke außer Betrieb) | 313    | Döggingen               | Döggingen               |
| Bahnhof (Strecke außer Betrieb) | 327    | Löffingen               | Löffingen               |
| Haltepunkt / Haltestelle (Strecke außer Betrieb) | 332    | Rötenbach (Baden)       | Rötenbach (Baden)       |
| Bahnhof (Strecke außer Betrieb) | 343    | Neustadt (Schwarzw)     | Neustadt (Schwarzw)     |
| Bahnhof (Strecke außer Betrieb) | 348    | Titisee                 | Titisee                 |
| Bahnhof (Strecke außer Betrieb) | 352    | Hinterzarten            | Hinterzarten            |
| Bahnhof (Strecke außer Betrieb) | 364    | Himmelreich             | Himmelreich             |
| Bahnhof (Strecke außer Betrieb) | 367    | Kirchzarten             | Kirchzarten             |
| Haltepunkt / Haltestelle (Strecke außer Betrieb) | 372    | Freiburg-Littenweiler   | Freiburg-Littenweiler   |
| Bahnhof (Strecke außer Betrieb) | 375    | Freiburg-Wiehre         | Freiburg-Wiehre         |
| Kopfbahnhof Streckenende (Strecke außer Betrieb) | 379    | Freiburg (Breisgau) Hbf | Freiburg (Breisgau) Hbf |

Der Kleber-Express war ein von 1954 bis 2003 täglich verkehrendes Zugpaar. Es bewältigte die Strecke von München nach Freiburg im Breisgau auf einer 379 Kilometer langen Nebenroute durch den Voralpenraum, den Naturpark Obere Donau und den Schwarzwald in etwa sechseinhalb Stunden. Die Verbindung entstand auf Wunsch zahlreicher Hoteliers aus Baden-Württemberg und Bayerisch-Schwaben. Vor dem Zweiten Weltkrieg wurde sie aber nicht mehr realisiert, sodass der Zug erst 1954 eingeführt wurde. 1997 bekam das Zugpaar den Namen Kleber-Express, da sich die Familie Kleber aus Bad Saulgau am stärksten für die Verbindung eingesetzt hatte.
Der Zug wurde bis 1993 von der Deutschen Bundesbahn betrieben, ab 1994 von der Deutschen Bahn. Er lief die längste Zeit als Zuggattung Eilzug (E), wobei es sich um einen sogenannten Heckeneilzug handelte, ab Januar 1995 schließlich als Regional-Express (RE).

## Streckenführung
Von Freiburg aus fuhr der Kleber-Express durch den Schwarzwald, das obere Donautal, Ober- und Mittelschwaben nach München. Von Freiburg bis Donaueschingen nutzte er die Höllentalbahn. Im weiteren Verlauf setzte der Zug seine Fahrt auf der Schwarzwaldbahn, der Bahnstrecke Plochingen–Immendingen, der Bahnstrecke Tuttlingen–Inzigkofen, der Bahnstrecke Tübingen–Sigmaringen und der Bahnstrecke Ulm–Sigmaringen nach Herbertingen fort. Ab Herbertingen fuhr er auf der Bahnstrecke Herbertingen–Isny bis Leutkirch, um auf der Bahnstrecke Leutkirch–Memmingen weiter nach Memmingen zu gelangen. Ab Memmingen setzte er seine Fahrt auf der Bahnstrecke Buchloe–Memmingen nach Buchloe fort, um ab dort über die Bahnstrecke München–Buchloe seinen Endbahnhof München Hauptbahnhof zu erreichen. Für die große Bekanntheit des Kleber-Expresses war auch seine Streckenführung mitverantwortlich.
Die Reisezeit des Kleber-Expresses betrug ungefähr sechseinhalb Stunden. Für Fernreisende wurde diese Verbindung zunehmend unattraktiv. Heute beträgt die Fahrzeit München–Freiburg über Stuttgart und Karlsruhe – trotz des Umwegs – etwa viereinviertel bis fünf Stunden. Auf der Strecke des Kleber-Express muss man seit seiner Einstellung mindestens in Donaueschingen, Sigmaringen, Aulendorf und Kißlegg umsteigen. Die Fahrt dauert heute ebenfalls etwa sechseinhalb Stunden und wird mehrmals täglich in beide Richtungen angeboten (Stand Fahrplanjahr 2023 und 2024).

## Geschichte
| Jahr      | Zugnummern                                                 |
| --------- | ---------------------------------------------------------- |
| 1954–1969 | 765 / 766                                                  |
| 1969–1974 | 1562 / 1563                                                |
| 1974–1985 | 2262 / 2263                                                |
| 1985–1991 | 3362 / 3363                                                |
| 1991–1998 | 3210 (1991–1993 Mo–Fr von München bis Buchloe 3950) / 3211 |
| 1998–1999 | 3640 / 3645                                                |
| 1999–2003 | 21208 / 21213                                              |

Bereits seit Beginn des 20. Jahrhunderts gab es Kurswagen zwischen München und Freiburg im Breisgau, die vereinzelt nach Colmar weiterfuhren. In den 1930er Jahren äußerten etliche Hoteliers aus Bad Wörishofen und Titisee sowie Fritz Kleber vom Hotel Kleber Post aus Saulgau den Wunsch, einen eigenen durchgehenden Schnellzug als Ersatz für die Kurswagen einzusetzen. Die tägliche Eilzugverbindung zwischen Freiburg und München sollte den Schwarzwald und das Allgäu touristisch besser erschließen. Ziel war insbesondere eine Anbindung des Schwarzwaldes an München und des Allgäus an Baden. 1935 wurde das Anliegen der Deutschen Reichsbahn vorgetragen, die 1937 ihre Zusage zur Einführung gab. Der 1938 erfolgte Anschluss Österreichs machte bereits bestehende Pläne für einen solchen Zug jedoch zunichte. Das Fahrzeugmaterial, das zuvor für die Verbindung bestimmt war, wurde fortan für eine Anbindung der ehemaligen österreichischen Gebiete ans Deutsche Reich genutzt, so wurde kurzfristig ein Schnellzug zwischen Stuttgart und Salzburg eingerichtet. Die Verbindung sollte schließlich ab 1940 betrieben werden. Der Ausbruch des Zweiten Weltkriegs vereitelte aber das Vorhaben.
Durch das Bestreben von Hermann Kleber, dem Sohn von Fritz Kleber, gelang es, doch eine Verbindung zu realisieren, erstmals ab dem 23. Mai 1954, mit dem Beginn des Sommerfahrplans. Der Zug fuhr als Eilzug 765 von Freiburg nach München, der Gegenzug verkehrte mit der Zugnummer 766 und fuhr bis Buchloe vereint mit dem Schnellzug 482 München–Zürich–Mailand. Das Zugpaar verkehrte anfangs nur im Sommer. Ab 1957 fuhr es ganzjährig, im Winterabschnitt allerdings nur von München nach Aulendorf. Das Zugpaar erhielt in der Öffentlichkeit den Spitznamen Kleber-Express; der Name sollte die Kleber-Familie ehren, die sich stark für das Zugpaar eingesetzt hatte. Ab 1959 fuhr das Zugpaar im Winter weiter bis Sigmaringen, ab 1961 bis Tübingen. 1972 wurde schließlich die Gesamtstrecke von München nach Freiburg ganzjährig befahren. Zuvor änderten sich 1969 die Zugnummern, der E 766 wurde zu E 1562, der E 765 wurde zu E 1563. Schon 1974 wechselten die Zugnummern erneut, aus E 1562 wurde E 2262, aus E 1563 wurde E 2263.
Die 1976 drohende Stilllegung der Bahnstrecke Herbertingen–Isny hätte auch die Einstellung des Kleber-Express bedeutet. Dieser war an Wochenenden im Winter teilweise das einzige Zugpaar auf der Strecke. Andreas Kleber, der Sohn von Hermann Kleber, setzte sich jedoch für den Erhalt der Verbindung ein. Er veranstaltete am 18. Februar 1978 vor dem Bahnhof Saulgau eine Demonstration gegen die Streckenstilllegung. Darauf stellte sich das Land Baden-Württemberg hinter die Stilllegungsgegner. Offiziell wurde der Name Kleber-Express beim Besuch des Präsidenten der Bundesbahndirektion Stuttgart nach der Demonstration erwähnt; der Zug sollte zu Ehren der Kleber-Familie, die sich für das Zugpaar am stärksten eingesetzt hatte, auch offiziell diesen Namen tragen. Dies wurde aber vorerst nicht durchgesetzt. Andreas Kleber feierte in diesem Zugpaar am 10. Oktober 1980 seine Hochzeit mit Johanna Kleber, aus diesem Anlass fuhr das Eilzugpaar an diesem Tag als Intercity Johanna Kleber. Auch die Tauffeier der Tochter fand im Kleber-Express statt.
Zum Sommerfahrplan 1985 wollte die Deutsche Bundesbahn das Zugpaar einstellen. Andreas Kleber konnte dies in letzter Minute abwenden. Allerdings hatte der Zug seinen betrieblichen Status als Ferneilzug verloren und die Zuständigkeit ging von der Hauptverwaltung der Deutschen Bundesbahn in Frankfurt am Main auf die Bundesbahndirektionen München, Stuttgart und Karlsruhe über. Die Zugnummern änderten sich entsprechend in E 3362 / E 3363.
Ab 1988 sollte es keine durchgehenden Zugläufe auf der Höllentalbahn zwischen Donaueschingen und Freiburg mehr geben. Die Eilzüge Ulm–Freiburg wurden in Neustadt (Schwarzw) gebrochen und zwischen Ulm und Neustadt(Schwarzw) auf neue Triebwagen der Baureihe 628 mit der Zuggattung RegionalSchnellBahn umgestellt. Die nicht mehr vorhandenen Rangierer für die Lokwechsel in Neustadt bzw. Titisee stellten damit auch den Fortbestand der Direktverbindung München–Freiburg in Frage. Andreas Kleber konnte eine Einigung erzielen, indem die Baureihe 218 nunmehr auf dem gesamten Laufweg am Zug verblieb und damit erstmals planmäßig auf dem elektrifizierten Steilstreckenabschnitt der Höllentalbahn zum Einsatz kam. Begegneten sich die beiden Züge bis dato zur Zugkreuzung im Bahnhof Kirchzarten, handelte es sich nunmehr in beiden Fahrtrichtungen um dieselbe Zuggarnitur – ein Wendezug jedoch mit nur noch drei Wagen, einer davon ein Steuerwagen – die bereits eine Stunde früher kurz nach 6:30 Uhr in München abfuhr und nach der mittäglichen Ankunft in Freiburg zurückfuhr, um am Abend kurz vor 20:00 Uhr wieder in München einzutreffen. Ab 1991 fuhr der Kleber-Express mit den Zugnummern E 3210 (Montag–Freitag München–Buchloe als E 3950 ohne Halt in Geltendorf) / E 3211.
Mit der Einführung des Allgäu-Schwaben-Taktes wurde der Zug wieder in Frage gestellt. Erst nachdem die Befürworter des Zuges bewiesen hatten, dass sich der Zug in den Taktfahrplan eingliedern lässt, war er wieder gesichert. Das Zugpaar wurde – in rund zwei Stunden späterer Fahrlage – in die neue Taktlinie München–Aulendorf integriert. Dennoch wurden die Verkehrstage ab dem Sommerfahrplan am 23. Mai 1993 zwischen Aulendorf und Freiburg, wo der Zug weiterhin nur zusätzlich zum Takt fuhr, auf Wochenenden und Feiertage beschränkt, da die Züge in Aulendorf jeweils für den Taktverkehr der Gegenrichtung benötigt wurden um wieder zurück nach München zu fahren. An Wochenenden und Feiertagen konnten zur entsprechenden Uhrzeit andere Fahrzeuge für diese Aufgabe vorgehalten werden. Da nun Zuggarnituren des Allgäu-Schwaben-Takt-Umlaufes eingesetzt wurden, fuhr der Kleber-Express fortan wieder mit vier Wagen, aber in umgekehrter Reihung. Ab München und Freiburg von der Lokomotive an der Zugspitze gezogen, ab Donaueschingen jeweils geschoben mit führendem Steuerwagen.
Nach vielen Gesprächen mit Verkehrsexperten verkehrte das Zugpaar ab dem 1. Juni 1997 in besserer Zeitlage und wieder auf dem gesamten Laufweg täglich. Es handelte sich nun wieder um zwei Zuggarnituren, die jeweils um kurz vor 10:00 Uhr in München und Freiburg abfuhren, sich gegen 13:00 Uhr auf halber Strecke im Bahnhof Altshausen kreuzten und kurz nach 16:00 Uhr Freiburg und München erreichten und somit auch zeitlich ab Aulendorf zum Taktverkehr der Gegenrichtung passten. Die Verschiebung der Taktlinie Ulm–Neustadt (Schwarzw) in Richtung Ulm um eine Stunde ermöglichte, dass der Kleber-Express westlich von Herbertingen auch in diesen Taktverkehr in beiden Richtungen integriert werden konnte. Die Gesamtfahrzeit, die zuvor auf knapp sieben Stunden angestiegen war, verkürzte sich damit um 30 Minuten. Die Verbindung Ulm–Neustadt wurde 1997–2001 über ein verlängertes Zugpaar der RE-Linie Stuttgart–Tübingen–Albstadt-Ebingen, das mit Anschluss zum Kleber-Express über Sigmaringen bis Ulm verkehrte um die neuen Züge der Baureihe 611 an das Bahnbetriebswerk Ulm anzubinden, gesichert. Damit entstand auch eine besonders schnelle Umsteigeverbindung München–Tübingen. Nachdem diese Züge ab 2002 nunmehr als IRE auch über Aulendorf geführt wurden, verkehrte ein Zugpaar Ulm–Sigmaringen. Zwischen Aulendorf und Herbertingen verkehrte der Kleber-Express zwar weiterhin zusätzlich zum Taktverkehr, jedoch löste er den bisherigen Schülerzug sowie dessen Rücküberführung als Leerzug ab. Der Nahverkehrsgesellschaft Baden-Württemberg (NVBW), die seit 1996 für den Regionalverkehr in Baden-Württemberg zuständig ist, entstanden somit kaum zusätzliche Kosten für Zugkilometer. Da die Person Andreas Kleber fest mit der Direktverbindung verknüpft ist und er sich stark für die Belange der Verbindung einsetzte, gab die Deutsche Bahn dem Zug gleichzeitig den offiziellen Namen Kleber-Express. Die Fahrgäste konnten beim Zugpersonal von München bis Kißlegg bzw. von Freiburg bis Beuron ein Lunchpaket vom Hotel Kleber Post bestellen, das Andreas Kleber dann täglich am Bahnhof Saulgau direkt an die Züge lieferte. Für das inzwischen als Regionalexpress eingestufte Zugpaar wurde – unüblich für Regionalzüge – eine eigene Ausgabe des Faltblatts Ihr Reiseplan aufgelegt. 1998 und 1999 wechselte der Kleber-Express die Zugnummern auf RE 3640 und RE 3645 bzw. RE 21208 und RE 21213.
Am 26. Dezember 1999 fuhr der RE 21213 zwischen dem aufgelassenen Haltepunkt Hausen vor Wald und Hüfingen gegen 11:00 Uhr in durch den Orkan Lothar umgestürzte Bäume. Die Lokomotive entgleiste und rutschte eine Böschung hinab. Die Rettungskräfte benötigten bis zum späten Abend, um zu den rund 250 Fahrgästen vorzudringen, die sich ohne größere Verletzungen im Zug befanden. Wegen des anhaltenden Orkans und umgestürzter Bäume mussten die Rettungsarbeiten immer wieder unterbrochen werden. Zur Suche und Evakuierung der Verunglückten wurden auch Soldaten des französischen Infanterieregiments 110 der Deutsch-Französischen Brigade eingesetzt.
Im Oktober 2000 musste Kleber sein Hotel in Bad Saulgau schließen; der Kleber-Express verkehrte von nun an wieder ohne Zugnamen und die Bestellung der Lunchpakete war nicht mehr möglich. Nach dem Rückzug ihres Namensgebers und Unterstützers, hielt DB Regio die Direktverbindung München–Freiburg noch bis zum 13. Dezember 2003 aufrecht. Aufgrund hoher Verspätungsanfälligkeit, die aus einem fahrplanbedingten Konflikt der Fahrstraße im Bahnhof Aulendorf des RE 21208 mit der aus Friedrichshafen kommenden BOB 82310 durch gleichzeitig um 12:47 Uhr vorgesehene Abfahrt bzw. Ankunft sowie einer 20-km/h-Langsamfahrstelle an einem unübersichtlichen Bahnübergang zwischen Aulendorf und Altshausen – die im Jahr 2001 vom Eisenbahn-Bundesamt angeordnet wurde – resultierte und sich in der Folge bei der Zugkreuzung mit RE 21213 in Leutkirch auch auf den EC 94 (Gottfried Keller) München–Zürich auswirkte, war die DB danach nicht länger gewillt, die Verbindung beizubehalten. Somit wurde sie zum Fahrplanwechsel am Folgetag eingestellt und auf Teilabschnitten durch reguläre Taktzüge München–Aulendorf bzw. Herbertingen, Ulm–Neustadt (Schwarzw) und Neustadt (Schwarzw)–Freiburg ersetzt.
Als direkte Nachfolger bestellte die NVBW zwei tägliche Ersatzverbindungen: München–Herbertingen (weiterhin ein verlängertes Zugpaar der Linie München – Aulendorf mit Baureihe 218 und n-Wagen) und Memmingen–Neustadt (Schwarzw) (ein Zugpaar der Linie Ulm–Neustadt (Schwarzw) das östlich von Herbertingen abweichend nach/von Memmingen statt Ulm geführt wurde, mit Baureihe 611 die damit erstmals im Württembergischen Allgäu eingesetzt wurde und zwischen Memmingen und Aulendorf entsprechend ein Zugpaar München–Aulendorf ablöste). Beide Zugpaare fuhren unter dem Namen Allgäu-Donautal-Express und hatten jeweils Anschlüsse Richtung München und Freiburg. Bei der Vergabe der Zugnummern war offenbar noch von Fortbestand des Kleber-Express ausgegangen worden, denn die Züge, die nun mit dessen Fahrzeiten München–Herbertingen und Aulendorf–München fuhren, hoben sich mit den Zugnummern RE 4190 und RE 4191 deutlich von den fünfstelligen Nummern aller anderen Züge auf dieser Strecke ab. Infolge von Sparmaßnahmen der NVBW wurde die Taktlinie München–Aulendorf im Dezember 2004 komplett abbestellt und auf den Laufweg München–Memmingen verkürzt. Die Zugverbindungen zwischen Memmingen und Aulendorf wurden infolge dessen generell um 50 % auf einen Zweistundentakt reduziert und damit auch das Zugpaar Memmingen–Neustadt(Schwarzw) nach nur einem Jahr eingestellt bzw. wieder nach/von Ulm geführt. Das Zugpaar München–Herbertingen blieb an Wochenenden und Feiertagen noch ein weiteres Jahr auf seinem gesamten Laufweg erhalten, ehe es im Dezember 2005 wegen geringer Nachfrage ebenfalls eingestellt bzw. täglich auf den Laufweg München–Memmingen verkürzt wurde.

## Fahrzeugeinsatz

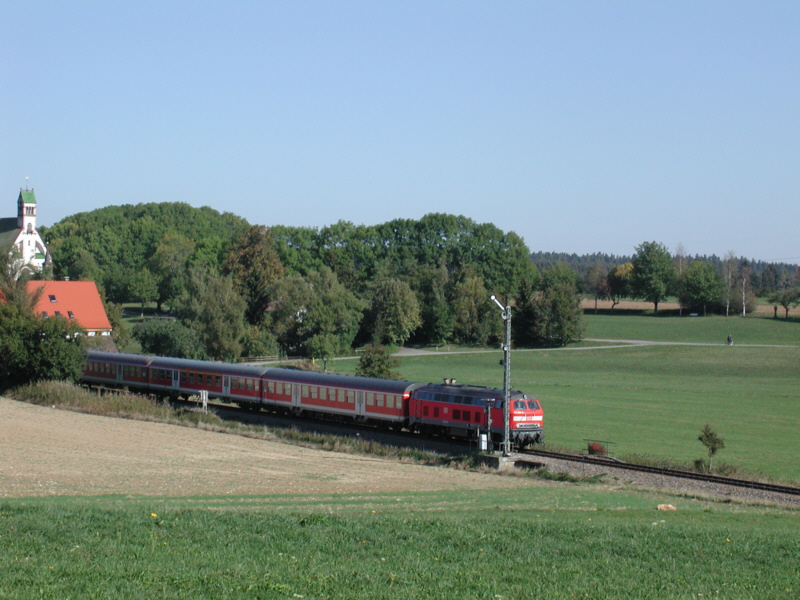
Kleber-Express bei der Einfahrt in Löffingen, 2003

Bis 1960 wurde der Kleber-Express größtenteils von Dampflokomotiven gezogen, die folgende Zeit war hauptsächlich von Diesellokomotiven geprägt. Zwischen Freiburg und Neustadt im Schwarzwald wurden auch Elektrolokomotiven eingesetzt. Der letzte planmäßige Dampflokeinsatz endete im Winter 1965 auf dem Streckenabschnitt von München nach Aulendorf mit der Baureihe 39. In der Folgezeit kamen auf dem gesamten Streckenabschnitt Diesellokomotiven zum Einsatz. Eine Ausnahme bildete der Abschnitt zwischen Freiburg und Neustadt, wo bis 1988 Elektrolokomotiven – ab 1994 als Schiebelokomotiven in Richtung Neustadt eingesetzt wurden. Ab dem Sommerfahrplan 1988 wurde der Kleber-Express durchgehend von der Baureihe 218 bespannt.
| Zeit      | München–Aulendorf | Aulendorf–Donaueschingen * | Donaueschingen–Neustadt (Schwarzw) | Neustadt (Schwarzw)–Titisee | Titisee–Freiburg        | Schiebelokomotive Freiburg→Titisee/Neustadt (Schwarzw) |
| --------- | ----------------- | -------------------------- | ---------------------------------- | --------------------------- | ----------------------- | ------------------------------------------------------ |
| 1954      | 18.4–5 (Lindau)   | 38.10 (Tübingen)           | 75.4/10–11 (Villingen)             | 85 (Freiburg)               | 85 (Freiburg)           |                                                        |
| 1954–1955 | 18.4–5 (Lindau)   | 38.10 (Tübingen)           | 75.4/10–11 (Villingen)             |                             |                         |                                                        |
| 1955–1959 | 18.4–5 (Lindau)   | 38.10 (Tübingen)           | 75.4/10–11 (Villingen)             | E 244 (Freiburg)            | E 244 (Freiburg)        |                                                        |
| 1959–1960 | 18.6 (Lindau)     | 38.10 (Tübingen)           |                                    | E 244 (Freiburg)            | E 244 (Freiburg)        |                                                        |
| 1960–1961 | 18.6 (Lindau)     | 38.10 (Tübingen)           | 211 (Villingen)                    | 145 (Freiburg)              | 145 (Freiburg)          |                                                        |
| 1962      | 18.6 (Lindau)     | 38.10 (Tübingen)           | 220 (Villingen)                    | 145 (Freiburg)              | 145 (Freiburg)          |                                                        |
| 1963–1964 | 18.6 (Lindau)     | 38.10 (Tübingen)           | 211 (Villingen)                    | 145 (Freiburg)              | 145 (Freiburg)          |                                                        |
| 1964–1965 | 39 (Kempten)      | 38.10 (Tübingen)           |                                    | 145 (Freiburg)              | 145 (Freiburg)          |                                                        |
| 1965–1970 | 221 (Kempten)     | 212 (Ulm)                  | 212 (Ulm)                          | 145 (Freiburg)              | 145 (Freiburg)          |                                                        |
| 1970–1972 | 221 (Kempten)     | 211 (Ulm)                  | 211 (Ulm)                          | 145 (Freiburg)              | 145 (Freiburg)          |                                                        |
| 1972–1975 | 221 (Kempten)     | 215 (Ulm)                  | 215 (Ulm)                          | 145 (Freiburg)              | 145 (Freiburg)          |                                                        |
| 1975–1976 | 218 (Kempten)     | 215 (Ulm)                  | 215 (Ulm)                          | 145 (Freiburg)              | 145 (Freiburg)          |                                                        |
| 1977–1981 | 218 (Kempten)     | 218 (Kempten)              | 218 (Kempten)                      | 145 (Freiburg)              | 145 (Freiburg)          |                                                        |
| 1981–1984 | 218 (Kempten)     | 218 (Kempten)              | 218 (Kempten)                      | 139 (Mannheim/Freiburg)     | 139 (Mannheim/Freiburg) |                                                        |
| 1984–1988 | 218 (Kempten)     | 218 (Kempten)              | 218 (Kempten)                      | 218 (Kempten)               | 139 (Mannheim/Freiburg) |                                                        |
| 1988–1994 | 218 (Kempten)     | 218 (Kempten)              | 218 (Kempten)                      | 218 (Kempten)               | 218 (Kempten)           |                                                        |
| 1994–2003 | 218 (Kempten)     | 218 (Kempten)              | 218 (Kempten)                      | 218 (Kempten)               | 218 (Kempten)           | 143 (Mannheim/Freiburg)                                |

Ab 1954 wurden Mitteleinstiegswagen als Wagenmaterial eingesetzt. Selten kamen auch Umbauwagen zum Einsatz. Von den 1960er Jahren bis zur Einstellung wurden n-Wagen eingesetzt, ab 1988 inklusive eines Steuerwagens.

## Film
- SWR: Eisenbahn-Romantik – Kleber-Express (Folge 487), 2003.